# Будзево
Будзево (пол. Budzewo, нім. Groß Budschen) — село в Польщі, у гміні Будри Венґожевського повіту Вармінсько-Мазурського воєводства.
Населення — 241 особа (2011).
У 1975-1998 роках село належало до Сувальського воєводства.

## Демографія
Демографічна структура станом на 31 березня 2011 року:
|          | Загалом | Допрацездатний вік | Працездатний вік | Постпрацездатний вік |
| -------- | ------- | ------------------ | ---------------- | -------------------- |
| Чоловіки | 125     | 25                 | 89               | 11                   |
| Жінки    | 116     | 25                 | 71               | 20                   |
| Разом    | 241     | 50                 | 160              | 31                   |